# Cynthia Stevenson
Cynthia Stevenson (* 2. August 1962 in Piedmont, Kalifornien) ist eine US-amerikanische Schauspielerin.

## Leben
Stevenson wuchs in Vancouver auf. Sie zog nach ihrem Collegestudium nach Los Angeles. Die Schauspielerin debütierte im Jahr 1986 in der Fernsehserie Off the Wall. Im für das Fernsehen produzierten Filmdrama To the Moon, Alice (1991) spielte sie eine Frau, deren Freundin von Lisa Kudrow verkörpert wurde.
In der Komödie Familienfest und andere Schwierigkeiten (1995) von Jodie Foster spielte Stevenson eine Schwester von Claudia Larson (Holly Hunter) und Tommy Larson (Robert Downey Jr.). Im Filmdrama Happiness (1998) übernahm sie neben Jane Adams und Lara Flynn Boyle eine der Hauptrollen der drei Schwestern. Für diese Rolle wurde sie im Jahr 1998 gemeinsam mit einigen anderen Beteiligten mit dem National Board of Review Award ausgezeichnet. Ihre Rolle in der Komödie Air Bud 4 – Mit Baseball bellt sich's besser (2002) brachte Stevenson im Jahr 2003 den DVD Premiere Award in der Kategorie Beste Nebendarstellerin. In den Actionkomödien Agent Cody Banks (2003) und Agent Cody Banks 2: Mission London verkörperte sie die Mutter des jugendlichen Geheimagenten Cody Banks (Frankie Muniz).
Stevenson ist seit dem Jahr 1992 mit dem Regieassistenten Tom Davies verheiratet und hat einen im Jahr 1997 geborenen Sohn.

## Filmografie (Auswahl)
- 1986: Off the Wall (Fernsehserie)
- 1987: Max Headroom (Fernsehserie, Folge 1x06 The Blanks)
- 1988: Wenn Vater der Direktor ist (A Father’s Homecoming)
- 1989: Agentin mal zwei (Double Your Pleasure)
- 1989: Cheers (Fernsehserie, Folge 8x05 The Two Faces Of Norm)
- 1991: To the Moon, Alice (Kurzfilm)
- 1992: The Player
- 1993: Watch It
- 1995: Familienfest und andere Schwierigkeiten (Home for the Holidays)
- 1995: Vergiß Paris (Forget Paris)
- 1998: Happiness
- 1998: Air Bud 2 – Golden Receiver (Air Bud: Golden Receiver)
- 2002: Air Bud 4 – Mit Baseball bellt sich’s besser (Air Bud: Seventh Inning Fetch)
- 2003: Agent Cody Banks
- 2003: Air Bud 5 – Vier Pfoten schlagen auf (Air Bud: Spikes Back)
- 2003–2004: Dead Like Me – So gut wie tot (Dead Like Me, Fernsehserie, 28 Folgen)
- 2003–2007: Immer wieder Jim (According to Jim, Fernsehserie, 4 Folgen)
- 2004: Agent Cody Banks 2: Mission London (Agent Cody Banks 2: Destination London)
- 2005: Neverwas
- 2006–2008: Men in Trees (Fernsehserie, 27 Folgen)
- 2006: Monk (Fernsehserie, Staffel 5, Folge 6)
- 2006: Air Buddies – Die Welpen sind los (Air Buddies)
- 2007: Full of It – Lügen werden wahr (Full of It)
- 2008: Snow Buddies – Abenteuer in Alaska (Snow Buddies)
- 2009: Jennifer’s Body – Jungs nach ihrem Geschmack (Jennifer’s Body)
- 2009: I Love You, Beth Cooper
- 2009: Fall 39 (Case 39)
- 2009: So gut wie tot – Dead Like Me: Der Film (Dead Like Me: Life After Death)
- 2009: Surviving Suburbia
- 2010: Grey’s Anatomy (Fernsehserie, Folge Blink)
- 2010: Life Unexpected (Fernsehserie, 6 Folgen)
- 2012: Tiger Eyes
- 2013: Scandal (Fernsehserie, Folge Mrs. Smith Goes to Washington)
- 2014: Sleepy Hollow (Fernsehserie, Folge Mama)
- 2015: Your Family or Mine (Fernsehserie, 5 Folgen)
- 2018: Baja
- 2018: Supergirl (Fernsehserie, Folge Shelter from the Storm)
- 2018–2020: How to Get Away with Murder (Fernsehserie, 5 Folgen)